# Ivo von Bothmer
Ivo Freiherr von Bothmer (* 19. Februar 1881 in Treptow an der Rega; † 13. November 1940 in Köslin) war ein deutscher Rittergutsbesitzer und Politiker (DNVP).
Er war ein Angehöriger der uradligen Familie von Bothmer und Besitzer des Rittergutes Falkenberg im pommerschen Kreis Belgard. 
Bei der letzten Wahl der preußischen Provinziallandtage, die am 12. März 1933 nach der Machtergreifung der Nationalsozialisten stattfand, wurde er für die Deutschnationale Volkspartei (DNVP) im Wahlkreis Belgard in den Provinziallandtag der Provinz Pommern gewählt.  Der Provinziallandtag wählte ihn als stellvertretendes Mitglied in den Preußischen Staatsrat, wo er der Fraktion der Kampffront Schwarz-Weiß-Rot angehörte. Sowohl Provinziallandtag als auch Staatsrat wurden aber noch im ersten Jahr der NS-Herrschaft 1933 abgeschafft.
Bothmer diente im Zweiten Weltkrieg als Major der Reserve und starb im November 1940 an einem dabei zugezogenen Leiden.